# Зоряное (Беляевский район)
Зоряное (укр. Зоряне, до 2016 г. — Червоная Зирка) — село, относится к Беляевскому району Одесской области Украины.
Население по переписи 2001 года составляло 258 человек. Почтовый индекс — 67621. Телефонный код — 4852. Занимает площадь 0,52 км². Код КОАТУУ — 5121081704.

## Местный совет
67620, Одесская обл., Беляевский р-н, с. Выгода, ул. 50-летия Октября, 46